# يورغ بوده (سياسي)
يورغ بوده (بالألمانية: Jörg Bode)‏ هو سياسي ألماني، ولد في 12 نوفمبر 1970 في تسيله في ألمانيا. حزبياً، نشط في الحزب الديمقراطي الحر. وقد انتخب عضو مجلس الشورى الموحد من ولاية سكسونيا السفلى.

## روابط خارجية
- يورغ بوده على موقع مونزينجر (الألمانية)